# Hans Hermann Groër
Hans Hermann Wilhelm Groer O.S.B. (13 de outubro de 1919 - 24 de março de 2003) foi um cardeal austríaco da Igreja Católica Romana. Ele serviu como arcebispo de Viena de 1986 a 1995 e tornou-se cardeal em 1988. O Papa João Paulo II o substituiu como arcebispo após múltiplas alegações de abuso sexual de crianças e, a pedido de João Paulo, Groër renunciou a todos os deveres e privilégios eclesiásticos como arcebispo e cardeal em 14 de abril de 1998.

## Biografia
Groër nasceu em Viena de pais alemães, com quem se mudou em 1929 para a Checoslováquia, onde permaneceram pela década seguinte. Ele freqüentou seminários em Hollabrunn e Viena (onde recebeu seu doutorado em teologia) antes de ser ordenado sacerdote em 12 de abril de 1942 pelo cardeal Theodor Innitzer. Groër então serviu como capelão em Petronell e Bad Vöslau até 1946, quando se tornou prefeito de estudos no seminário menor de Hollabrunn. Ele entrou na Ordem de São Bento em 1974 e tomou o nome de Hermann em sua profissão solene de votos em 8 de setembro de 1980. Nesse mesmo ano, Groër foi nomeado diretor espiritual da Legião de Maria para a Áustria.
Em 15 de julho de 1986, ele foi nomeado o décimo quinto arcebispo de Viena, sucedendo o cardeal Franz König, Groër recebeu sua consagração episcopal em 14 de setembro de König, com o arcebispo Karl Berg e o bispo Stefan László servindo como co-consagradores. Ele foi criado Cardeal Sacerdote de Santos Joaquim e Ana em Tuscolano pelo Papa João Paulo II no consistório de 28 de junho de 1988.

## Abuso sexual de meninos da escola, e monges
Em 1995, um dos ex-alunos da escola de Groër acusou-o de abuso sexual. Vários outros fizeram acusações similares pouco depois, assim como fizeram alguns monges. O papa João Paulo II promoveu Christoph Schönborn de bispo auxiliar ao Arcebispo Coadjutor de Viena em 13 de abril de 1995 e no final do ano aceitou a renúncia que Groër havia apresentado como exigido em seu 75º aniversário em outubro de 1994. Groër mudou-se para o mosteiro de Roggendorf, onde serviu como prior. Quando surgiram novas alegações, os responsáveis da Igreja austríaca apelaram ao papa, que iniciou uma investigação em fevereiro de 1998.
Em abril, a pedido do papa, Groër renunciou como prior e retirou-se da vida pública. Ele divulgou uma declaração que dizia: "Nos últimos três anos tem havido muitas declarações incorretas sobre mim. Peço perdão a Deus e ao povo se  trouxe culpa sobre mim mesmo". Depois de renunciar aos seus deveres eclesiásticos e aos seus deveres como Cardeal,   Groër deixou a Áustria como parte de um "exílio autoimposto" durante vários meses e mudou-se para um convento perto de Dresden, na Alemanha. Ele continuou a trabalhar como confessor em mosteiros femininos, recebia visitas e dizia missa. Sofrendo de câncer, sua saúde diminuiu rapidamente.

O estatuto de limitações da Áustria impediu as autoridades civis de processar Groër. Em 2010, o cardeal Schönborn disse que o cardeal Joseph Ratzinger havia tentado convencer o Papa João Paulo II a iniciar a investigação e — numa conversa com jornalistas que ele achava privada — disse que o cardeal Angelo Sodano havia bloqueado sua tentativa investigar as atividades de Groër. Oficiais da igreja também são acusados de ter oferecido a alguns dos ex-alunos de Groër uma indemnização em troca de concordarem em não repetir as acusações contra ele. Hubertus Czernin, autor de um livro sobre o caso, acredita que Groër abusou de mais de 2000 jovens. Groër continuou a negar as acusações até à sua morte.

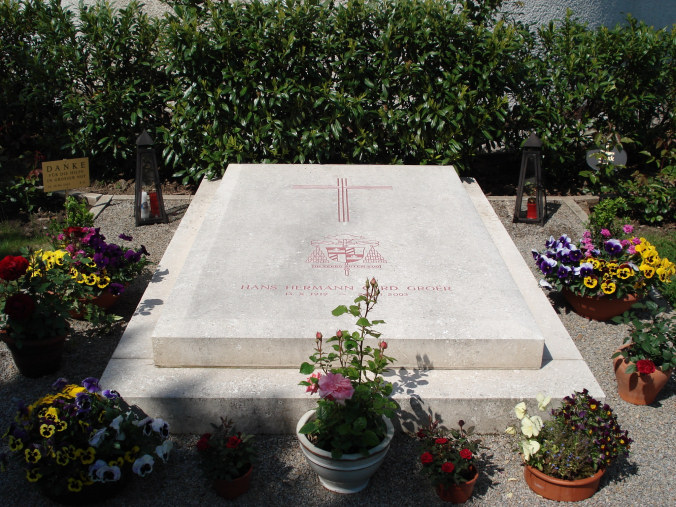
O túmulo do cardeal Groër

## Morte e elogios

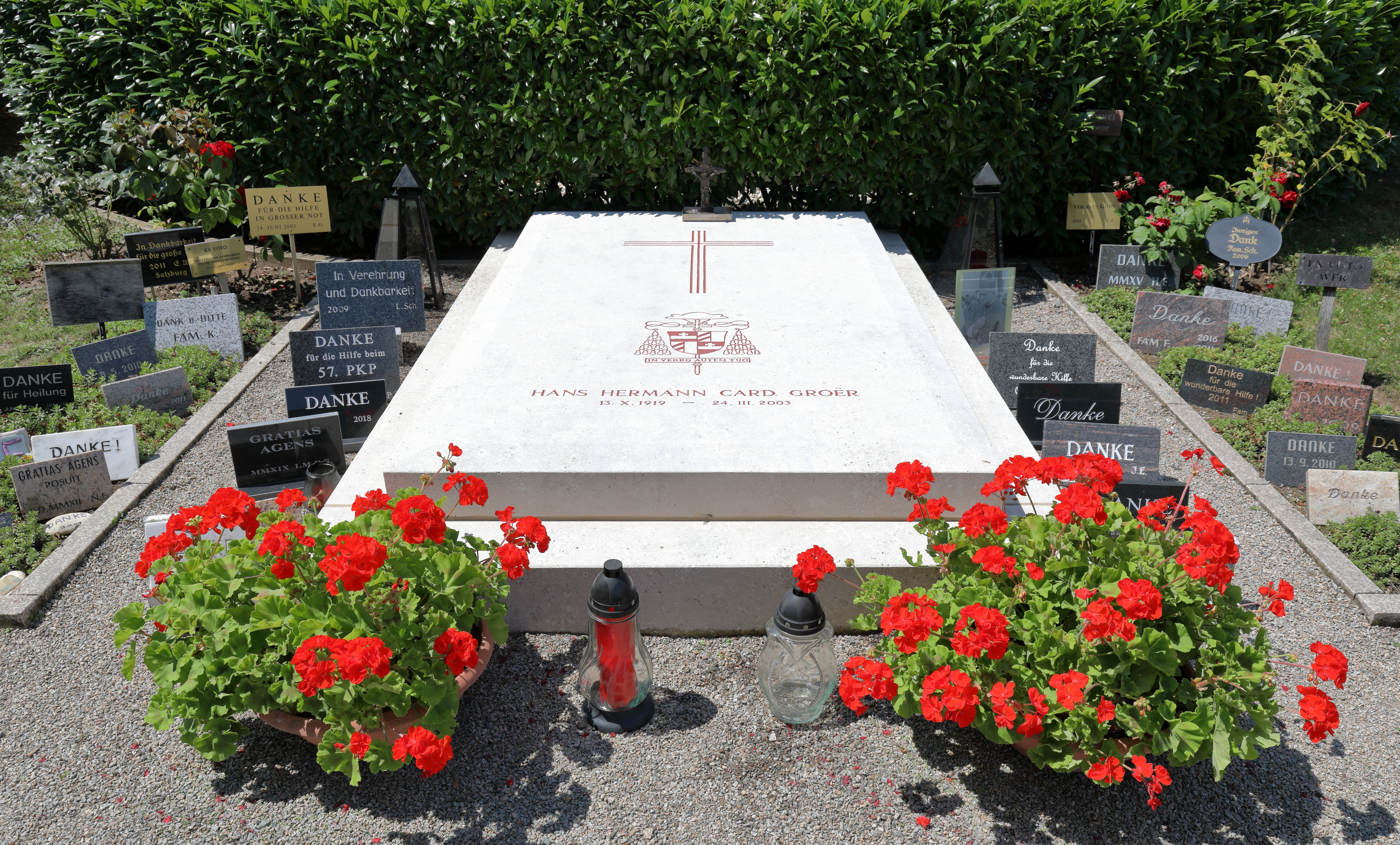
O túmulo do cardeal Hans Hermann Groër no mosteiro de Marienfeld em Maria Roggendorf, um distrito da cidade de Wullersdorf, na Baixa Áustria.

O cardeal Groër morreu em 24 de março de 2003 de pneumonia em um hospital em Sankt Pölten, onde havia sido tratado de câncer. Schönborn, agora cardeal, presidiu a missa de réquiem na Catedral de Santo Estêvão e em sua homilia honrou as realizações de seu predecessor no fortalecimento das devoções marianas na Arquidiocese, bem como na promoção de vocações sacerdotais e monásticas.[carece de fontes?]
No dia seguinte, o cardeal Joachim Meisner, arcebispo de Colônia, referiu as acusações contra Groër em seu elogio fúnebre apenas para descrever como Groër havia sofrido, observando que Groër foi "profundamente ferido, até mesmo estigmatizado pelos incidentes durante seus últimos anos como Arcebispo de Viena", que "quando a nuvem negra se acumulou sobre a  sua vida ... ele afundou em solidão e desprezo ".
Groër foi enterrado no cemitério de Marienfeld Abbey, o monastério de mulheres cistercienses que ele ajudou a fundar em 1974.